# Vigo Foot-Ball Club
El Vigo Foot-Ball Club va ser un equip espanyol de futbol de la vila de Vigo (Galícia).
Va ser fundat l'any 1903 com a Vigo Sport Club, essent el registre oficial al Govern Civil el 22 de maig de 1905 com a Vigo Foot-Ball Club. El major èxit del club fou arribar a la final de la copa del Rei de 1908.
El seu principal rival ciutadà fou el Fortuna Foot-Ball Club.
L'any 1913 es fusionà amb Sporting Club de Vigo per formar el Vigo Sporting Club.

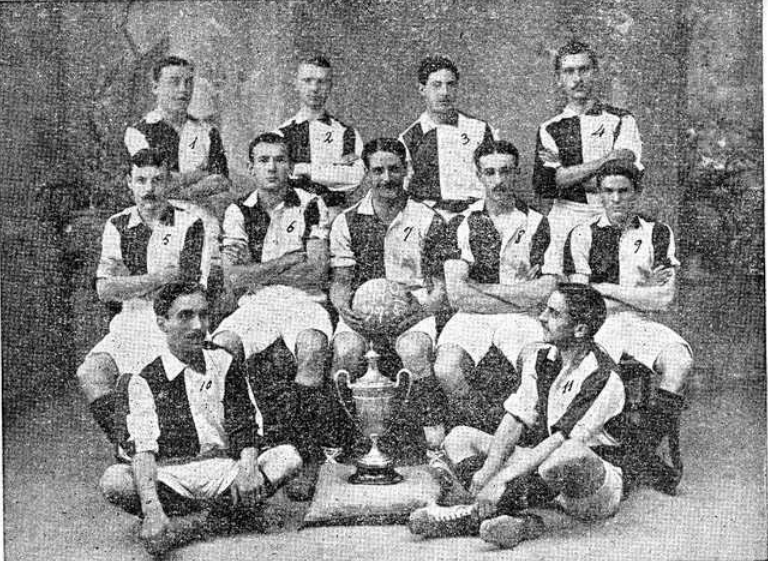
Vigo FC el 1908. D'esquerra a dreta i de dalt a baix: Trotter, Douglas, Santos, Manuel Baraja, Larken, C. Werre, Quincho Yarza, Pepe Rodríguez, David Valcarce, Andrés Ocaña Sarria i Manuel Ocaña.